# 마령 (수호전)
마령(馬靈)은 중국의 사대기서(四大奇書) 중 하나인 《수호전》(水滸傳)에 등장하는 인물이다. 전호 휘하의 통군대장(統軍大將). 교열의 제자인 도사로 요술이나 하루에 천리를 달리는 신행법(神行法)을 터득하고 있다. 그래서 별호는 신구자(神駒子)이고, 싸울 때에는 이마에 눈이 생기기 때문에 소화광(小華光)이라고도 불렸다. '금전(金磚) 던지기'의 명수로서 백발백중의 솜씨를 자랑한다. 97회부터 110회까지 등장한다.

## 생애
첫 등장은 진녕의 장수였던 전호(田虎)의 동생 전표(田彪)가 양산박군 노준의에게 패해 위승(威勝)으로 달아났고, 마령의 스승이기도 한 교도청이 지키는 소덕성이 양산박군에 둘러싸여 있다는 소식을 받은 전호가 그 대책을 위해 문무 제관을 소집해 협의를 시도한 장면에서이다. 이때 돌팔매의 명수인 여장 경영을 수양딸로 둔 국구 오리가 소덕성으로의 출진을 청하는데, 그와 동시에 마령도 직접 군사를 이끌고 노준의에게 빼앗긴 분양성의 탈환을 위해 출진할 것을 전호에게 청하였다.
노준의에게 패하고 패주하는 분양의 장수이자 전호의 또 다른 동생인 전표(田豹)의 패잔병과 합류한 마령은 분양성을 지키는 노준의와 맞서 첫 전투에서 요술을 부려 뇌횡·정천수·양웅·석수·초정·추연·추윤·공왕·정득손·석용 등 많은 호걸들을 다치게 하는 활약을 보이지만 이에 겁먹은 노준의가 농성책에 나서면서 전선은 교착상태에 빠진다. 그 사이 송강이 공손승과 교도청을 원군으로 분양성에 파견하면서 형세가 역전된다. 스승인 교도청마저 깨뜨린 공손승의 막강한 법력 앞에는 마령도 속수무책이었고, 대패를 당한 마령은 특기인 신행법을 써서 도주를 시도한다. 양산박군 측에서 이를 쫓은 것은 역시 신행법의 대가인 대종이었고 하루에 팔백리를 달리는 대종이었으나 하루에 천리를 달리는 마령을 따라잡지 못한다. 마령은 대종의 추격을 뿌리치는 데 성공하지만 도중 마주친 노지심에게 붙잡히고 만다. 이후 노준의에게 대접받은 마령은 양산박군에 항복한다. 또 대종에게 자신의 신행법을 전수하고 함께 전령의 역할을 맡게 된다.
전호가 망하고 양산박군이 조정으로부터 왕경토벌의 명을 받았을 때도 양산박군으로 활약하는데 왕경의 난을 평정한 뒤, 교도청의 친구인 손안이 병사하면서 상심한 교도청과 함께 마령은 양산박군을 떠난다. 이후 교도청과 이선산(二仙山)에 올라 나진인의 제자가 되어 천수를 다하였다.

## 같이 보기
- 수호전
- 전호
- 교열
- 공손승